# Senator Ninoy Aquino
Sen. Ninoy Aquino (Bayan ng Senador Ninoy Aquino) är en kommun i Filippinerna. Kommunen ligger på ön Mindanao, och tillhör provinsen Sultan Kudarat. Folkmängden uppgår till 30 222 invånare.

## Barangayer
Sen. Ninoy Aquino är indelat i 20 barangayer.
| - Banali - Basag - Buenaflores - Bugso - Buklod - Gapok - Kadi - Kapatagan - Kiadsam - Kuden | - Kulaman - Lagubang - Langgal - Limuhay - Malegdeg - Midtungok - Nati - Sewod - Tacupis - Tinalon |